# Santander, Spanien
Santander (occitanska: Santandèr) är en stad och kommun i Kantabrien. Den ligger vid Biscayabukten, i norra Spanien. Antalet invånare i kommunen är 174 101 (2024).  Santander har en fin och populär badstrand, El Sardinero, som kantas av hotell och restauranger.

## Sevärdheter och minnesmärken

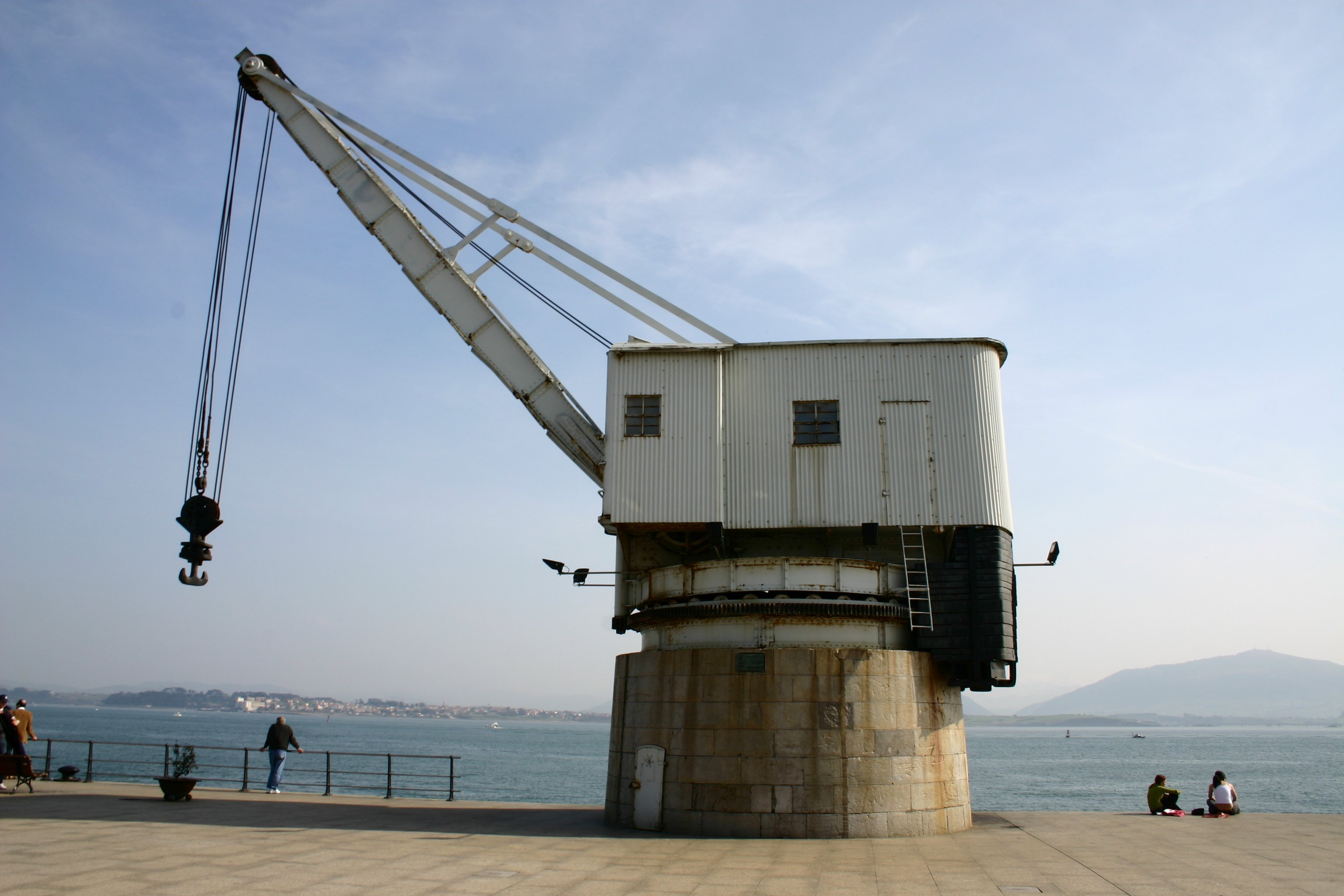
Stenkranen i Santander.

Vid Maurakajen står en gammal antik hamnkran, kallad Le Grúa de Piedra (stenkranen), som har blivit en symbol för staden.  Mitt på ett av stadens torg stod fram till 2008 en staty av den forne diktatorn Francisco Franco.
Strax utanför staden ligger världsarvet Altamira, en kalkstensgrotta med djurmålningar från tidig paleolitisk tid.

## Se även

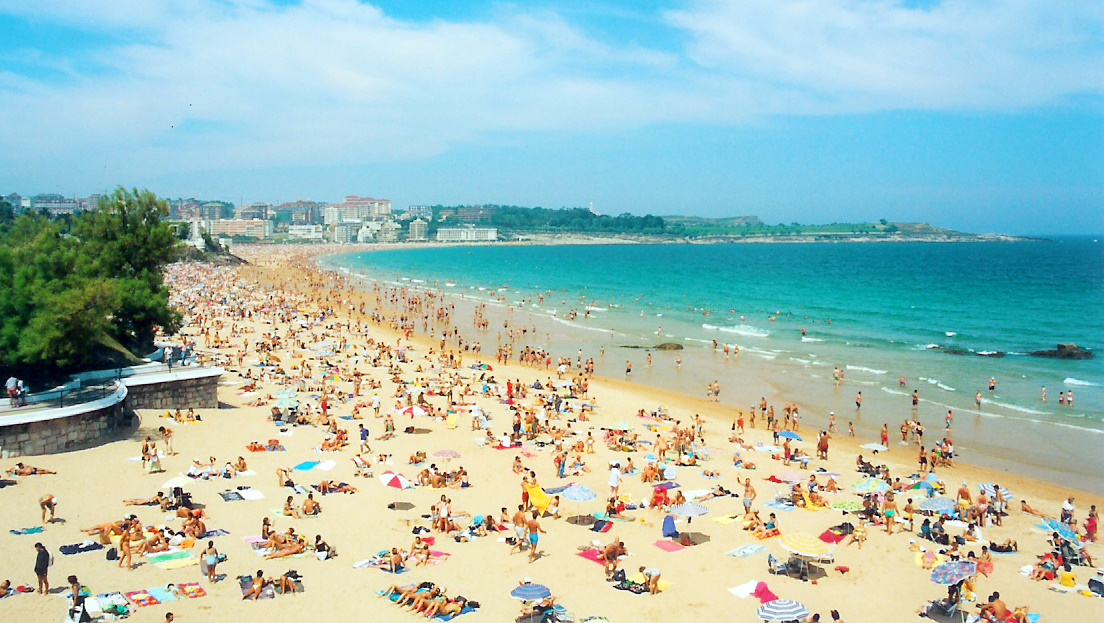
El Sardinero

## Kända personer från Santander
- Matilde Camus, författare
- Sergio Canales, fotbollsspelare
- Gerardo Diego, författare
- Iván Helguera, fotbollsspelare
- Juan Pellón, landhockeyspelare